# Enna bonaldoi
Espèce
Enna bonaldoi est une espèce d'araignées aranéomorphes de la famille des Trechaleidae.

## Distribution
Cette espèce se rencontre au Brésil en Amazonas et au Pérou,.

## Description
La carapace du mâle holotype mesure 2,40 mm de long sur 2,00 mm de large et celle de la femelle paratype mesure 2,28 mm de long sur 2,00 mm de large.

## Étymologie
Cette espèce est nommée en l'honneur d'Alexandre Bragio Bonaldo.

## Publication originale
- Silva, Lise & Carico, 2008 : Revision of the Neotropical spider genus Enna (Araneae, Lycosoidea, Trechaleidae). Journal of Arachnology, vol. 36, p. 76-110 (texte intégral).